# Francesco Cozza
Francesco Cozza (* 19. ledna 1974, Cariati, Itálie) je bývalý italský fotbalista, který momentálně trénuje tým ve 3. lize Serie C1.

## Statistika
| Klub            | Sezóna  | Liga   | Liga | Pohár  | Pohár | LM či EL | LM či EL | celkem | celkem |
| Klub            | Sezóna  | Zápasy | Góly | Zápasy | Góly  | Zápasy   | Góly     | Zápasy | Góly   |
| --------------- | ------- | ------ | ---- | ------ | ----- | -------- | -------- | ------ | ------ |
| AC Milan        | 1993/94 | 0      | 0    | 1      | 0     | 0        | 0        | 1      | 0      |
| AC Reggiana     | 1994    | 3      | 0    | ?      | ?     | ?        | ?        | ?      | ?      |
| Vicenza Calcio  | 1994/95 | 18     | 2    | ?      | ?     | ?        | ?        | ?      | ?      |
| AS Lucchese     | 1995/96 | 28     | 6    | ?      | ?     | ?        | ?        | ?      | ?      |
| Cagliari Calcio | 1996/97 | 28     | 3    | ?      | ?     | ?        | ?        | ?      | ?      |
| US Lecce        | 1997/98 | 13     | 1    | ?      | ?     | ?        | ?        | ?      | ?      |
| US Lecce        | 1998/99 | 14     | 1    | ?      | ?     | ?        | ?        | ?      | ?      |
| Reggina Calcio  | 1999    | 19     | 2    | ?      | ?     | ?        | ?        | ?      | ?      |
| Reggina Calcio  | 1999/00 | 17     | 3    | ?      | ?     | ?        | ?        | ?      | ?      |
| Reggina Calcio  | 2000/01 | 32     | 6    | ?      | ?     | ?        | ?        | ?      | ?      |
| Reggina Calcio  | 2001/02 | 26     | 6    | ?      | ?     | ?        | ?        | ?      | ?      |
| Reggina Calcio  | 2002/03 | 26     | 6    | ?      | ?     | ?        | ?        | ?      | ?      |
| Reggina Calcio  | 2003/04 | 27     | 8    | ?      | ?     | ?        | ?        | ?      | ?      |
| CFC Janov       | 2004    | 5      | 0    | ?      | ?     | ?        | ?        | ?      | ?      |
| AC Siena        | 2005    | 10     | 1    | ?      | ?     | ?        | ?        | ?      | ?      |
| AC Siena        | 2005    | 1      | 0    | ?      | ?     | ?        | ?        | ?      | ?      |
| Reggina Calcio  | 2005/06 | 32     | 9    | ?      | ?     | ?        | ?        | ?      | ?      |
| AC Siena        | 2006/07 | 18     | 3    | ?      | ?     | ?        | ?        | ?      | ?      |
| Reggina Calcio  | 2007/08 | 27     | 7    | ?      | ?     | ?        | ?        | ?      | ?      |
| Reggina Calcio  | 2008/09 | 25     | 4    | ?      | ?     | ?        | ?        | ?      | ?      |
| US Salernitana  | 2009/10 | 15     | 4    | ?      | ?     | ?        | ?        | ?      | ?      |
| US Salernitana  | Celkově | 388    | 69   | ?      | ?     | ?        | ?        | ?      | ?      |

## Úspěchy

### Klubové
- 1× vítěz italské ligy (1993/94)